# Хайкель Гуемамдія
Хайкель Гуемамдія (араб. هيكل قمامدية, *нар. 22 грудня 1981, Гафса) — туніський футболіст, що грав на позиції нападника.
Виступав, зокрема, за клуб «Страсбур», а також національну збірну Тунісу.

## Клубна кар'єра
У дорослому футболі дебютував 2000 року виступами за команду клубу «Сфаксьєн», в якій провів п'ять сезонів, взявши участь у 56 матчах чемпіонату.
Своєю грою за цю команду привернув увагу представників тренерського штабу клубу «Страсбур», до складу якого приєднався 2005 року. Відіграв за команду зі Страсбурга наступні три сезони своєї ігрової кар'єри.
Згодом з 2006 по 2011 рік грав у складі команд клубів «Аль-Аглі», «Чахлеул», «Сфаксьєн» та «Аль-Аглі» (Бенгазі).
Завершив професійну ігрову кар'єру у клубі «Сфаксьєн», у складі якого вже виступав раніше. Повернувся до команди у 2011 році, захищав її кольори до припинення виступів на професійному рівні у 2012 році.

## Виступи за збірну
У 2005 році дебютував в офіційних матчах у складі національної збірної Тунісу. Протягом кар'єри у національній команді, яка тривала усього 3 роки, провів у формі головної команди країни 14 матчів, забивши 6 голів.
У складі збірної був учасником розіграшу Кубка конфедерацій 2005 року у Німеччині, чемпіонату світу 2006 року у Німеччині, Кубка африканських націй 2006 року в Єгипті.